# 克里永广场

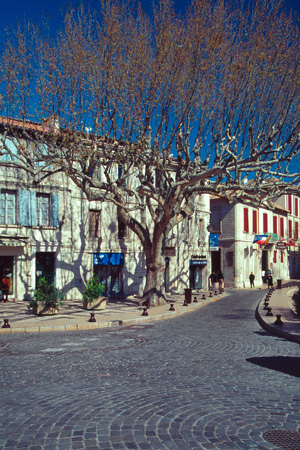
克里永广场

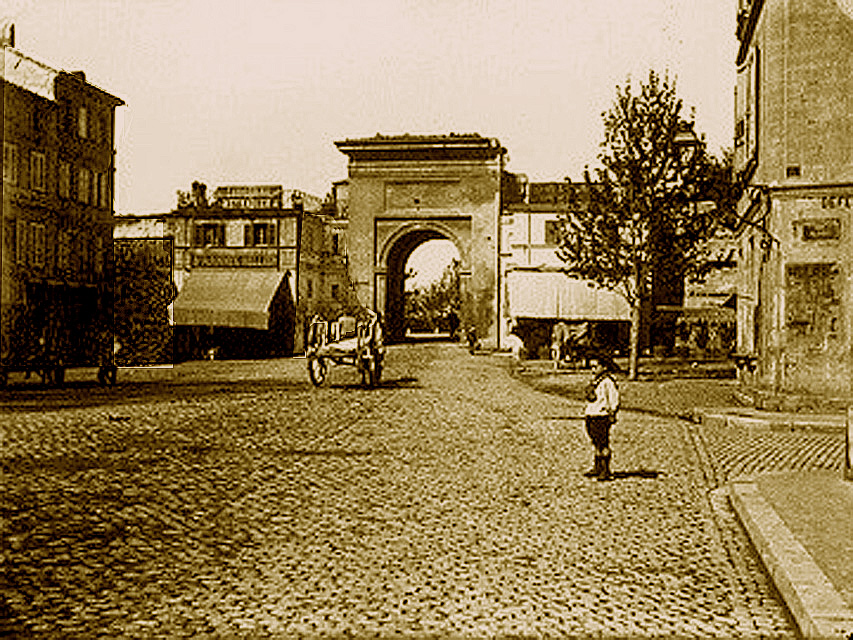
克里永广场

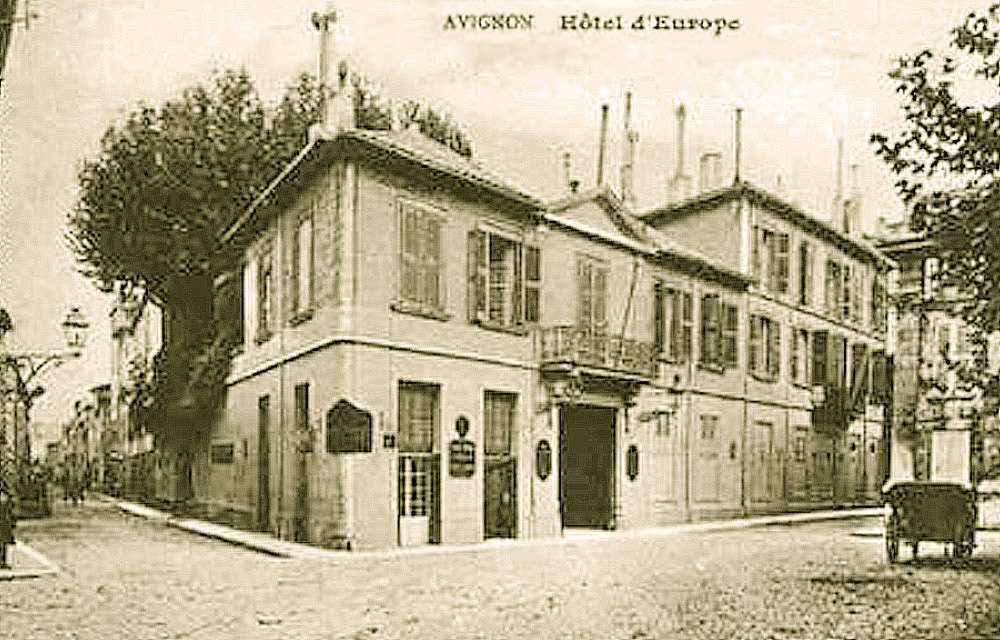
欧洲酒店

克里永广场（Place Crillon）是法国阿维尼翁的一个广场。
该广场曾称乌勒广场（Place de l’Oulle）和喜剧广场（place de la Comédie）。1843年，该广场被命名为“克里永广场”，以纪念16世纪重要的军事领导人路易·德·贝尔东·德·巴尔布·德·克里永（Louis de Berton des Balbes de Crillon），他于1615年在阿维尼翁去世。
16世纪到19世纪，广场北侧是欧洲酒店（Hôtel d'Europe）。1799年波拿巴曾经入住。在其对面，曾经开设皇宫酒店（Hôtel du Palais-Royal）。1798年，波拿巴将军在前去参加埃及-叙利亚战役途中曾在此用餐。1837年司汤达的《旅人札记》提及了该酒店。白色恐怖时期，1815年8月2日，纪尧姆·布律纳元帅在此遭暗杀。元帅的教子大仲马以此为背景写出《双雄记》。